# Vostok (otok)
Vostok (Staver Island) je nenaseljeni koraljni otok u sastavu Kiribata.

## Zemljopis
Nalazi se u otočnoj grupaciji Ekvatorskih otoka, 138 km sjeverozapadno od Flinta i 230 km zapadno od Millenniuma.
S površinom od samo 0,3 km2, otok se u najvišoj točki uzdiže tek 5 metara od oceana.

## Povijest
Otkrio ga je 1820. ruski istraživač Fabian Gottlieb von Bellingshausen. Zakonom o otocima s guanom, 1860. anektirale su ga Sjedinjene Države, potom i Velika Britanija 1873.

## Flora i fauna
Središnji dio otoka prekriven je stablima Pisonie grandis koja rastu iznimno gusto. Osim toga, ostatak flore svodi se na trave Boerhavia repens i Sesuvium portulacastrum.
Faunu čini nekoliko vrsta morskih ptica koje se tu gnijezde, polinezijski štakor, gušteri, rakovi Birgus latro te goleme želve. Otok je od lipnja 1979. zaštićeno utočište životinjskog svijeta.

## Vanjske poveznice
|  | Zajednički poslužitelj ima još gradiva o temi Vostok (otok) |